# Sphaerodactylus pimienta
Sphaerodactylus pimienta е вид влечуго от семейство Sphaerodactylidae. Видът е застрашен от изчезване.

## Разпространение и местообитание
Разпространен е в Куба.
Обитава планини, възвишения и склонове.